# 아이자와 에미리
아이자와 에미리(일본어: 愛沢 えみり, 1988년 9월 1일 ~ )는 일본의 모델이다.